# 麦廷章
麦廷章（1802年—1841年 †），广东鹤山人。清朝将领，担任过把总、千总、守备、都司等职。道光十二年，以外委随剿连州瑶匪功，屡迁至游击。
道光十九年(1839年)林则徐赴广州查禁鸦片，麥廷章在广东水师中任署提标左营游击，率舟师驻九龙山巡防。期间英军船队接近海岸，递书辩论，开导不服，遽开炮，廷章以大炮应之，将其击退。
道光二十年（1840年）十一月，英军突进占大角、沙角炮台，廷章时佐提督关天培防守靖远炮台。二十一年（1841年）二月，英舰拥入三门口，断防御椿练。复以大队围横档、永安，进犯虎门。廷章奋勇御之，最后力竭而死。林则徐把他和关天培并称为“双忠”

## 延伸阅读
[在维基数据编辑]
 《清史稿/卷494》，出自趙爾巽《清史稿》